# Borut Savski
Borut Savski je slovenski umetnik - intermedijski ustvarjalec,  eksperimentalni računalniški glasbenik in skladatelj, programer in elektronik, * 1960, Ljubljana.

## Šolanje in delo
Osnovno šolo Prule, gimnazijo Poljane in Fakulteto za elektrotehniko je obiskoval v Ljubljani. Kot študent je leta 1984 začel delati na Radiu Študent. Sprva je delal kot tehnik in od leta 1993 do 1997 kot vodja organizacije in izvedbe programa.
Od leta 1997 dalje je bil član iniciative Ministrstvo za eksperiment na Radiu Študent. V letih od 1999 do 2013  je na RŠ vodil avtorsko oddajo o eksperimentalni glasbi in umetnosti zvoka Huda ura. Programiral je spletne strani RŠ, KUD Trivia, PHIL, Postaja DIVA. Leta 1999 je v galeriji Kapelica pripravil svoj prvi umetniški projekt - interaktivno instalacijo Zvočni biotop. Sodeluje s slovenskimi in tujimi umetniki. Je ustanovni član društva KUD Trivia in društva Cirkulacija 2. Kot večstranski eksperimentalni umetnik na področju računalniške glasbe in širše uporabe računalnika in elektronike je znan po svojih avtonomnih telesih, ki se odzivajo na okolico in jo upoštevajo pri proizvajanju zvokov in gibanju v prostoru. Ustvarja scensko glasbo za nekatere plesne predstave Mateje Bučar.
Za Državico Ptičjestrašilno je na povabilo Milene Kosec napisal himno in sodeloval v projektu Etnobanda. Na glasbenem področju že vrsto let sodeluje z Bogdano Herman.
Od leta 1999 do 2009 je sodeloval z galerijo Kapelica s samostojnim razstavami in projekti:
- interaktivna instalacija Zvočni biotop, v sodelovanjem z ameriškim umetnikom Johnom Grzinichem, 1999
- zvočno-vizualna instalacija Sonično gledališče v družbi z Ludwigom Zeinigerjem, 2002
- Estetski stroji, nastop in postavitev, 2003
- Plesalec, 2004
- Gibalne strukture v sodelovanju s Stefanom Doepnerjem, 2005

### Je soorganizator festivalov
- festival "Vmesni prostori" v okviru Štajerske jeseni, Galerija ESC, Graz, Avstrija, 2006 in v Galeriji Kapelica, Ljubljana, 2006
- festivali Cirkulacije 2 (od leta 2009)

## Pomembne razstave in festivali, na katerih je sodeloval
- Ars electronica, Avstrija, Linz, 1998
- Transart Merano, Italija, 2004
- Rixc Riga, Latvia
- Teritoriji, identitete, mreže Slovenska umetnost 1995-2005, Moderna galerija, Ljubljana, 2005
- Oscilacije - 30 dni zvoka, Mala galerija Ljubljana, 2005
- Štajerska jesen, Avstrija,Graz, 2006
- Ars electronica, Avstrija, Linz, 2008
- Kiparstvo danes - Performativna telesa in okolja, Celje 2013

## Nagrade
- Zlato gnezdo za področje glasbe za leto 2009 je prejela Iniciativa Cirkulacija 2. Nagrado podeljuje Liberalna akademija, Ljubljana, 2010

## Diskografija
- Borut Savski: The Sisters Karamazov / Sestre Karamazov, glasba za ples, CD s spremnim besedilom, Založba Trivia Records, Ljubljana, 2007
- Marija Mojca Pungerčar, glasba Borut Savski: Singer, CD, Založba Trivia Records, 2007
- Bogdana Herman in Borut Savski: Novokomponirane slovenske ljudske pesmi, CD, Založba Trivia Records, Ljubljana, 2012
- večje število glasbenih objav na spletnem mestu Trivia Records